# Jay Gottlieb

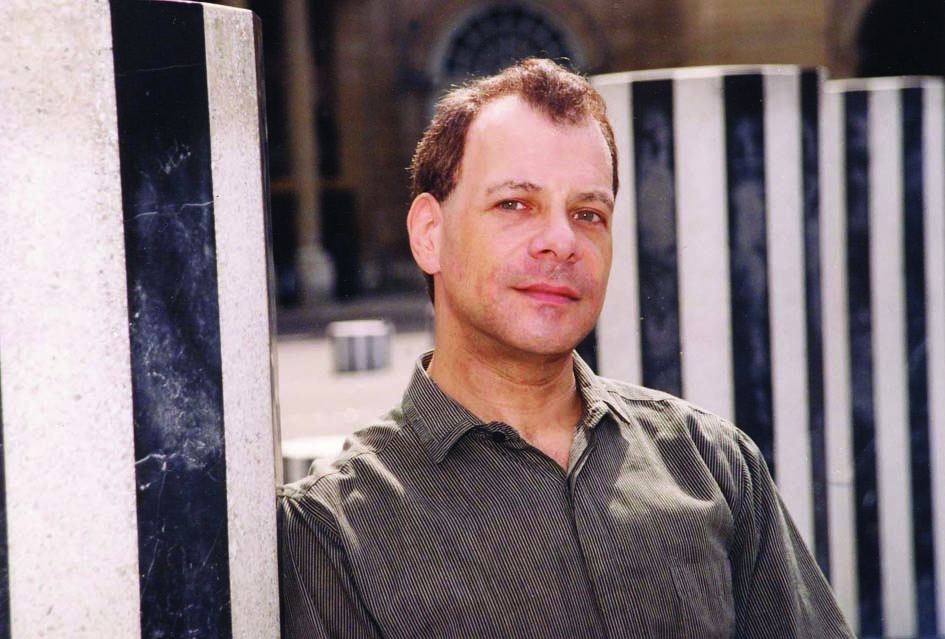
Jay Gottlieb

Jay Gottlieb (* 23. Oktober 1948 in New York City) ist ein US-amerikanischer klassischer Pianist, der vor allem als Interpret Neuer Musik hervorgetreten ist.

## Leben und Wirken
Der Zwillingsbruder des Perkussionisten Gordon Gottlieb studierte zunächst an der High School of Performing Arts und parallel an der Juilliard School. An der Harvard University, wo er auch Klavier, Harmonielehre und Komposition unterrichtete und Konzerte organisierte, erwarb er den Grad des Master of Arts. Er setzte seine Ausbildung in Paris bei Nadia Boulanger, Olivier Messiaen, Yvonne Loriod und Robert Casadesus und in Deutschland bei Aloys Kontarsky fort und arbeitete mit Komponisten wie Lukas Foss, Stefan Wolpe, Maurice Ohana, Georges Aperghis, Luciano Berio, Pierre Boulez, Sylvano Bussotti, John Cage, George Crumb, György Ligeti, Betsy Jolas, Oliver Knussen, Giacinto Scelsi und Ralph Shapey zusammen.
Als Pianist trat er mit namhaften Orchestern Europas und der Vereinigten Staaten unter der Leitung von Seiji Ozawa, Kent Nagano, Michael Tilson Thomas, Aaron Copland, Lukas Foss, Gunther Schuller, Robert Craft, Gilbert Amy, Arturo Tamayo, Paul Méfano, Diego Masson, Michel Plasson, Pascal Rophé, Ronald Zollman, Laurence Equilbey und anderen Dirigenten auf und nahm an Musikfestivals und Biennalen in Europa und Amerika teil.
Gottlieb spielte zahlreiche Uraufführungen ihm gewidmeter Werke, so Alessandro Solbiatis Piano Sonata, Etüden von Magnus Lindberg, Poul Ruders, Gilbert Amy, Maurice Ohana und Oscar Strasnoy, Gemelli von Sylvano Bussotti, Voyants von Barbara Kolb, Jay (für Klavier und sieben Blasinstrumente) von Franco Donatoni, die Klavierkonzerte von Ivar Frounberg, Antonio Chagas Rosa und Régis Campo, die Concerto-Fantaisie von Betsy Jolas, das Premier Livre Pour Piano von Campo, Toy (für Klavier und die Percussions de Strasbourg) von Oscar Strasnoy, Jazz Connotation von Bruno Mantovani, Volubile von Yan Maresz, 32 For Piano von Stuart MacRae, Trinity von Lukas Ligeti und Temps posés, temps mélés von Benoît Delbecq.
Gottlieb nahm bei Labeln wie Philips Records, RCA Records und Harmonia Mundi Musik moderner Komponisten auf (u. a. John Adams, Philip Glass, Charles Ives) und spielte Filmmusik zu Christian Vincents Die Verschwiegene und George Allez’ Sonate. Fünfmal (1995, 2002, 2004, 2005 und 2014) erhielt er den Grand Prix du Disque; seine Aufnahme von Werken John Cages wurde 2002 mit dem Diapason d’or ausgezeichnet. Zudem produzierte er Rundfunksendungen über amerikanische Musik für France Musique und France Classique, gab Vorlesungen und Vortragskonzerte über Musik des 20. und 21. Jahrhunderts und wirkte als Juror bei den Klavierexamina u. a. am Pariser Konservatorium, der Musikschule der Indiana University, der Juilliard School, der Schola Cantorum und des American Conservatory in Fontainebleau mit.